# 剑叶山芝麻
剑叶山芝麻（学名：Helicteres lanceolata）为梧桐科山芝麻属下的一个种。

## 扩展阅读
- 維基物種上的相關：剑叶山芝麻